# 赵进军
赵进军（1945年12月24日—），男，山东莱州人，中华人民共和国政治人物、外交官。

## 生平
1969年，赵进军毕业于北京外国语学院法语系。1973年，进入中华人民共和国外交部工作，先后在驻比利时大使馆、外交部西欧司、驻法国大使馆任职，后任外交部西欧司参赞。1993年，任驻法国大使馆参赞，后升任公使衔参赞。1997年，任外交部西欧司副司长。1999年，任驻法国大使馆公使。2002年，任外交部部长助理。2003年7月，出任中华人民共和国驻法国大使。2006年3月，兼任驻摩纳哥大使。2008年，任外交学院院长，2014年，由秦亚青接任。
2008年，当选第十一届全国政协委员，代表对外友好界，分入第四十七组。并担任外事委员会副主任。

## 家庭
已婚，有一子。

## 荣誉

### 外国勋章奖章
- 荣誉军团大军官勋章（法国，2008年2月18日于巴黎颁发[6]）